# Wolfskuhlenpark
Der Wolfskuhlenpark liegt in Bremen im Stadtteil Obervieland, Ortsteil Kattenturm, an der Kattenturmer Heerstraße zwischen Wolfskuhlenweg und Schweersweg. Der 3 Hektar große, von Spazierwegen und Teichen durchzogene Park entstand auf dem Gelände eines früheren Landgutes.

## Geschichte
Geheimnisvoller Wolfskuhlenpark
Nordöstlich des heutigen Parks gab es seit dem 16. Jahrhundert das Gut Wolfskuhle, von dem baulich nichts erhalten ist. Als Wolfskuhlen bezeichnete man grubenartige Fallen für Wölfe. Nach Buchenau war der heute noch im Park existierende Teich Rest einer Brake (einer bei einem Deichbruch entstandenen Auskolkung). Für die Legende, nach der die Bezeichnung von einem Ereignis herrührt, bei dem vor langer Zeit hier eine Kutsche von Wölfen verfolgt in einen Tümpel gestürzt sein soll, fehlen belastbare historische Nachweise. 1933 wurde der Garten des ehemaligen Gutshofs in eine öffentliche Grünanlage umgewandelt. Der Park in der Nähe des Flughafens war viele Jahre sehr verschlossen und wirkte unzugänglich. Nur wenige Bürger hielten sich im Park auf, trotz der unmittelbaren Nähe zu einer dichten Bebauung.
Neugestaltung
2003 wurde der kleine Wolfskuhlenpark grundlegend gestalterisch überarbeitet. Breitere und bequemere Wege verbesserten die Aufenthaltsqualität. Der Park wurde zugänglich gemacht für Freizeit und Erholung. Ein Spielbereich und eine Liegewiese, Sitzplätze am Wasser und ein kleiner Aufenthaltsbereich für Jugendliche kamen hinzu. Die Wolfstatzen aus Kupfer des Künstlers Werner Henkel erinnern an den historischen Namen.
Ein Kleingartengebiet schließt direkt an den Park an. Beide bilden ein größeres Naturgebiet mit einem Eichenwald, in dem Ende März, Anfang April Buschwindröschen (Anemone nemorosa) blühen. Der Parkeingang liegt an der Kattenturmer Heerstraße. Der kleine See führte zur Ansiedlung einer Kolonie Graureiher (Ardea cinerea) mit circa 30 Paaren.